# Gylippus syriacus
Espèce
Synonymes
- Galeodes syriacus Simon, 1872

Gylippus syriacus est une espèce de solifuges de la famille des Gylippidae.

## Distribution
Cette espèce se rencontre en Syrie, à Chypre, en Israël, en Irak et en Turquie.

## Description
Le mâle décrit par Roewer en 1933 mesure 20 mm et la femelle 23 mm.

## Étymologie
Son nom d'espèce lui a été donné en référence au lieu de sa découverte, la Syrie.

## Publication originale
- Simon, 1872 : Arachnides de Syrie, Rapportés par M. Charles Piochard de la Brulerie (Scorpions et Galéodes). Annales de la Société Entomologique de France, sér. 5, vol. 2, p. 245–266 (texte intégral).